# Yoshinari Takagi
Yoshinari Takagi (高木 義成 Takagi Yoshinari?), född 20 maj 1979 i Tokyo prefektur, är en japansk fotbollsspelare.
Takagi började sin karriär 2000 i Verdy Kawasaki (Tokyo Verdy). Han spelade 194 ligamatcher för klubben. Med Tokyo Verdy vann han japanska cupen 2004. 2010 flyttade han till Nagoya Grampus. Med Nagoya Grampus vann han japanska ligan 2010. 2016 flyttade han till FC Gifu. Han avslutade karriären 2017.